# Фіррель
Фіррель (нім. Firrel) — громада в Німеччині, розташована в землі Нижня Саксонія. Входить до складу району Лер. Складова частина об'єднання громад Гезель.
Площа — 8,26 км2. Населення становить 837 ос. (станом на 31 грудня 2021).